# Židovský hřbitov u Radobylu
Židovský hřbitov se nachází cca 2 km JZ od vsi Drážkov za křižovatkou u dvora Radobyl, v katastrálním území Řadovy, části obce Svatý Jan v okrese Příbram ve Středočeském kraji. Hřbitov je přístupný po polní cestě odbočující doprava ze silnice č. II/102 z Kamýku nad Vltavou na Řadovy. Založen byl roku 1680 a dochovaly se zde přibližně tři stovky náhrobních kamenů. Nacházejí se zde náhrobky rustikálního typu a nepravidelných tvarů stejně jako náhrobky umně tesané a bohatě symbolicky zdobené. Hřbitov je chráněn jako kulturní památka České republiky, po rekonstrukci kamenných zdí je udržován v dobrém stavu a kovaná brána na východě areálu se zamyká.

## Historie
Hlavním důvodem ke zřízení hřbitova byla patrně morová epidemie šířící se v letech 1679-1680 po celém území Čech a masivní úmrtnost židovského obyvatelstva v Kamýku, Dražkově a okolních obcích. Souhlas k jeho vybudování dal tehdejší majitel skrýšovského statku Václav Milota Hrušovský z Hrušova a na Skrejšově. Listina, kterou k založení hřbitova vydal 16. července 1680, se bohužel zachovala jen na staré fotografii, originál byl v polovině 20. století v majetku obchodníka Elišáka v Sedlčanech a je nejisté, zda se zachoval dodnes.
Původní pohřebiště bylo založeno v dnešní jihozápadní části hřbitova na ploše 60 m². Nejstarší tři náhrobky pocházejí z roku 1680, další pak až z 90. let 17. století. Není jasné, zda se během této desetileté proluky na hřbitově nepohřbívalo, anebo se náhrobky pouze nedochovaly. V této nejstarší části hřbitova byla i studna.
Hřbitov byl poprvé výrazně rozšířen roku 1791, přičemž bylo dosavadní provizorní oplocení nahrazeno kamennou zdí. Druhé rozšíření pak proběhlo kolem poloviny 19. století společně se stavbou synagogy v Drážkově, v roce 1850 byla postavena márnice a nová ohradní zeď s bránou. V márnici zůstal zachovaný kamenný stůl k rituálnímu omývání zemřelých, tzv. tahara, památka na území ČR dochovaná pouze na několika ojedinělých místech.
Poslední obřady se zde konaly v roce 1936 a 1941.
Pohřbívání zde byli původně pouze židé z okolních vsí Kamýka a Drážkova, později i z Nalžovic, Zvírotic a Petrovic, v průběhu 19. a 20. století pak ze širokého okolí: Nového Knína, Vysokého Chlumce, Kovářova a dokonce i z poměrně vzdálených Luhů nebo Milína.

## Přepis zakládací listiny hřbitova

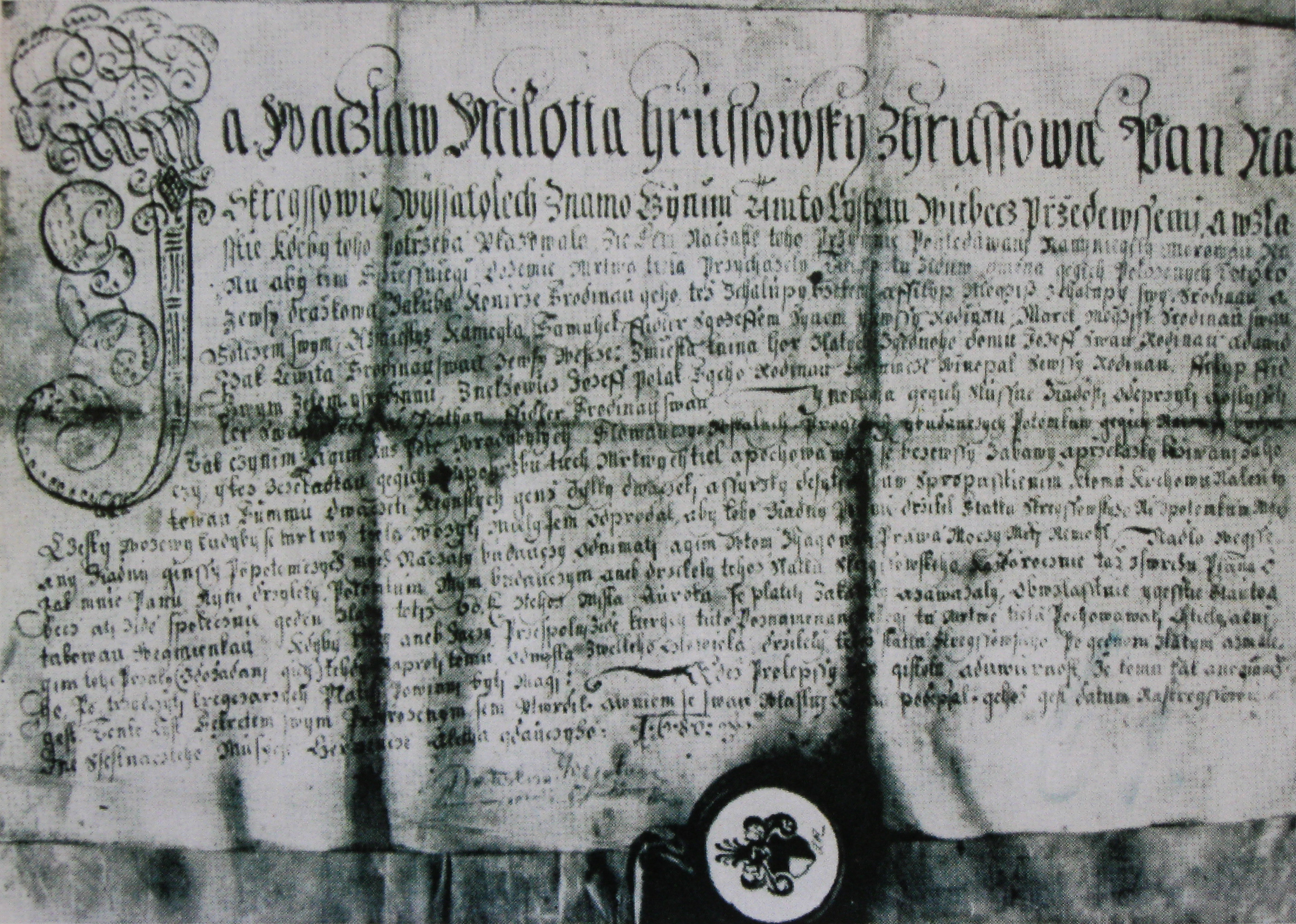
Zakládací listina židovského hřbitova u Radobylu

"Já, Václav Milotta Hrušovský z Hrušova, pán na Skrejšově, Vyšatolech, známo činím tímto listem vůbec přede všemi, a vzláště kdeby toho potřeba ukazovalo, že sem na časté toho při mně pohledávání, na nynější morovou ránu, aby tím spěšněji do země mrtvá těla přicházely. Těchto(?) tu židův jména jejich položených toliko ze vsi Dražkova: Jakuba Koníře s rodinou jeho, též z chalupy .....? , a Filip Mojžíš z chalupy svý, s rodinou a s otcem svým, a z městys Kamejka Samuhel Fidler s Jozefem synem i se vší rodinou, Marek Mojžíš s rodinou svou, Izák Levita s rodinou svou ze vsi Vesce; z města Knína hor zlatých z jednoho domu Jozef (s) svou rodinou, a David s svým zetěm i s rodinou, z Nelžovic Jozef Polák z jeho rodinou, z Chlumce vinopal se vší rodinou, Filip Fidler (s) svou rodinou(?), Nathan Fidler s rodinou svou.
I nemoha jejich slušné žádosti odepříti doslyšeti, tak činím a jim kus pole v Radybýlích slovoucí V skalách pro jejich i budoucích potomkův jejich nových(?) budoucí i též z čeládkou jejich (ku?) pohřbu těch mrtvých těl a pochováváni se beze vší zábavy a překážky k užívání, za hotovou summu dvaceti rejnských, jenž dýlky dvacet, a šířky desíti (sá)hův, s propuštěním k tomu krchovu náležitý cesty vozový kudyby se mrtvý těla voziti měly sem odprodal, aby toho žádný p(otom)ní držitel statku Skrejšovskýho ni z potomkův mých, ani žádný jinší po potomcích mých na časy budoucí odnímati a jim v tom zhacovati práva moci míti nemohl.
Nadto vejše, jak mně, pánu, nyní držiteli, potomkům mým budoucím aneb držiteli téhož statku Skrejšovského, každoročně táž z svrchu psaná obec a ti Židé společně jeden zlatý, totiž 60 kr., z téhož místa auroku se platiti zakázali a zavázali, obvzláštně i ještě s touto z takovou vejměnkou: Kdyby .... aneb žáci přespolní Židé, kterých tuto poznamenáni neleží(?), tu mrtvé těla pochovávati chtěli, a oni jim toho přáli (z dožádání jich), tehdy naproti tomu od místa(?) z velkého člověka držiteli t(éhož) statku Skrejšovského po jednom zlatým, a z malého po třidcíti krejcařích platiti povinni býti mají.
Kdež pro lepší toho jistotu a důvěrnost, že tomu tak a nejináč jest, tento list sekretem mým přirozeným sem utvrdil, a v něm se svou vlastní rukou podepsal. Jehož jest datum na Skrejšově, dne šestnáctého měsíce července léta jdoucího: 1.6.8.0.
Václav Milota Hrušovský z Hrušova (L.S.)"

## Galerie

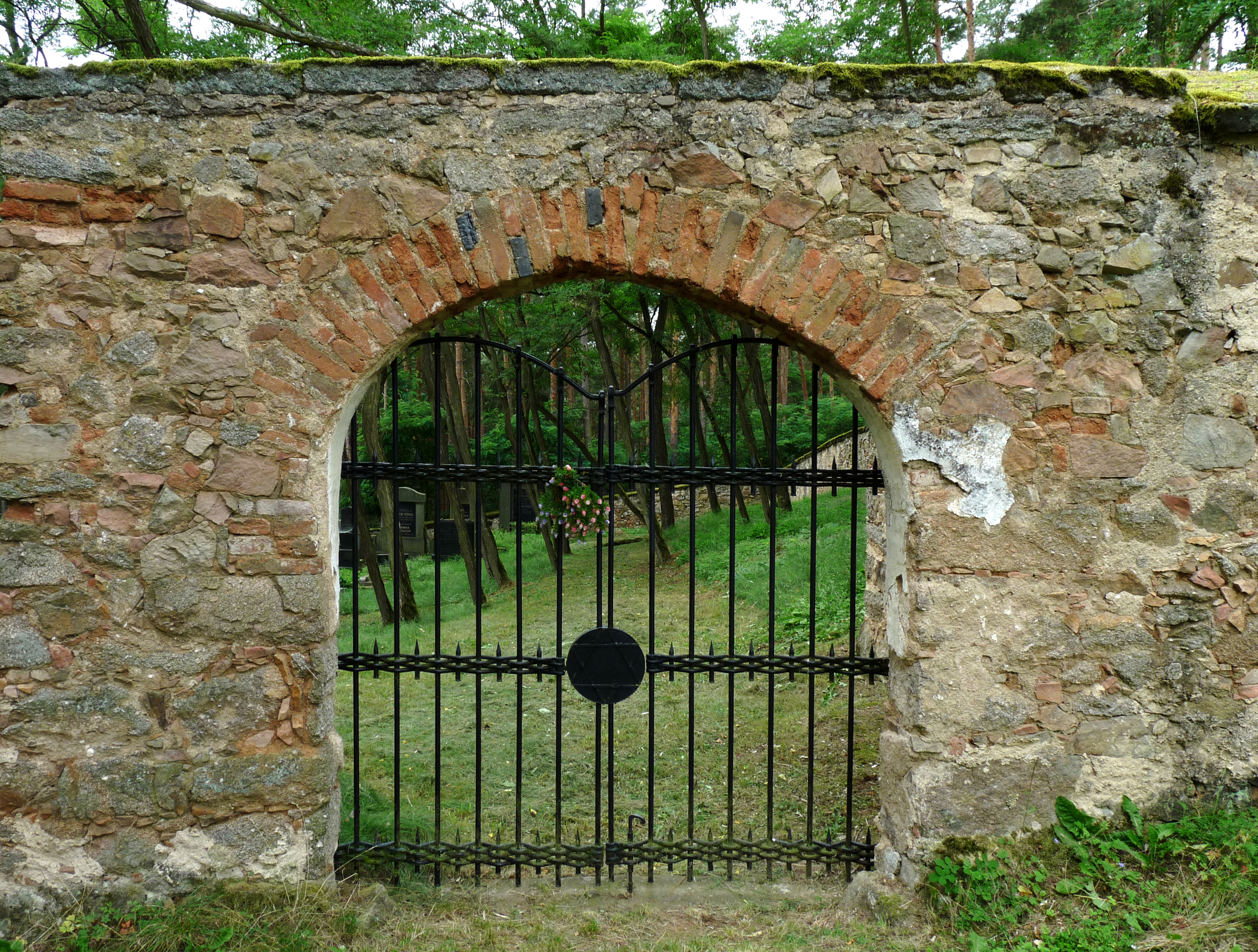
Vstupní brána
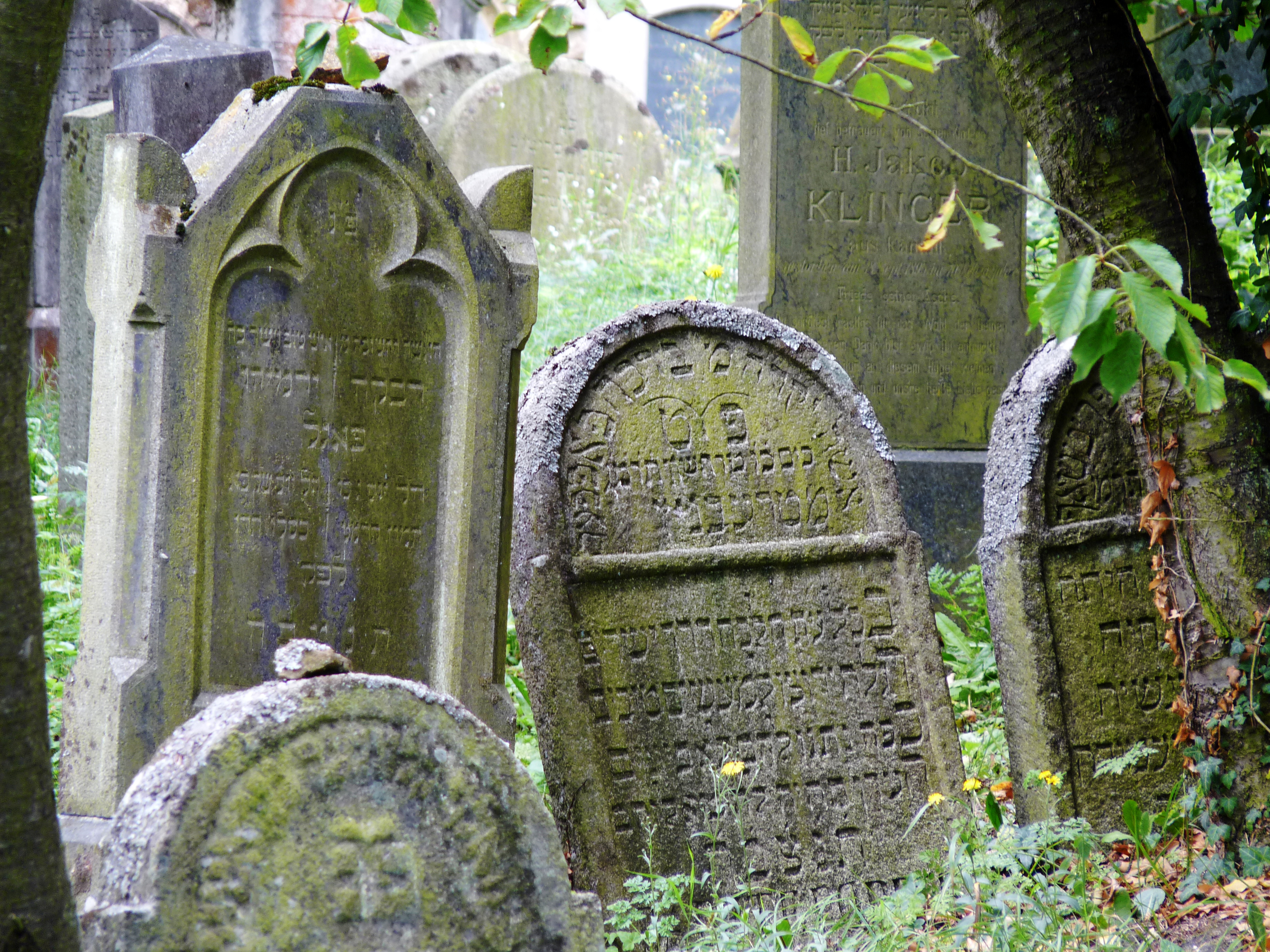
Starší náhrobky
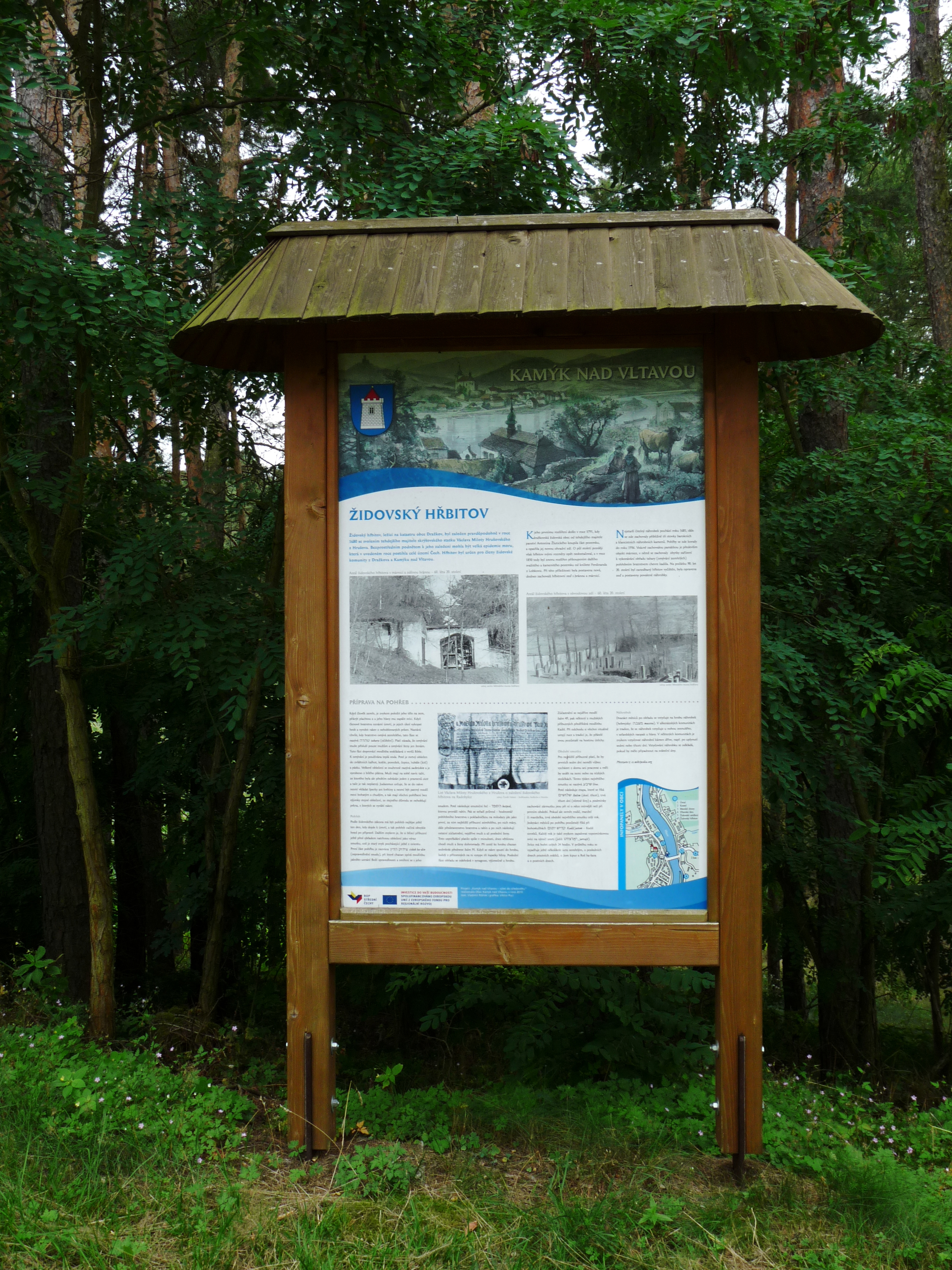
Informační tabule
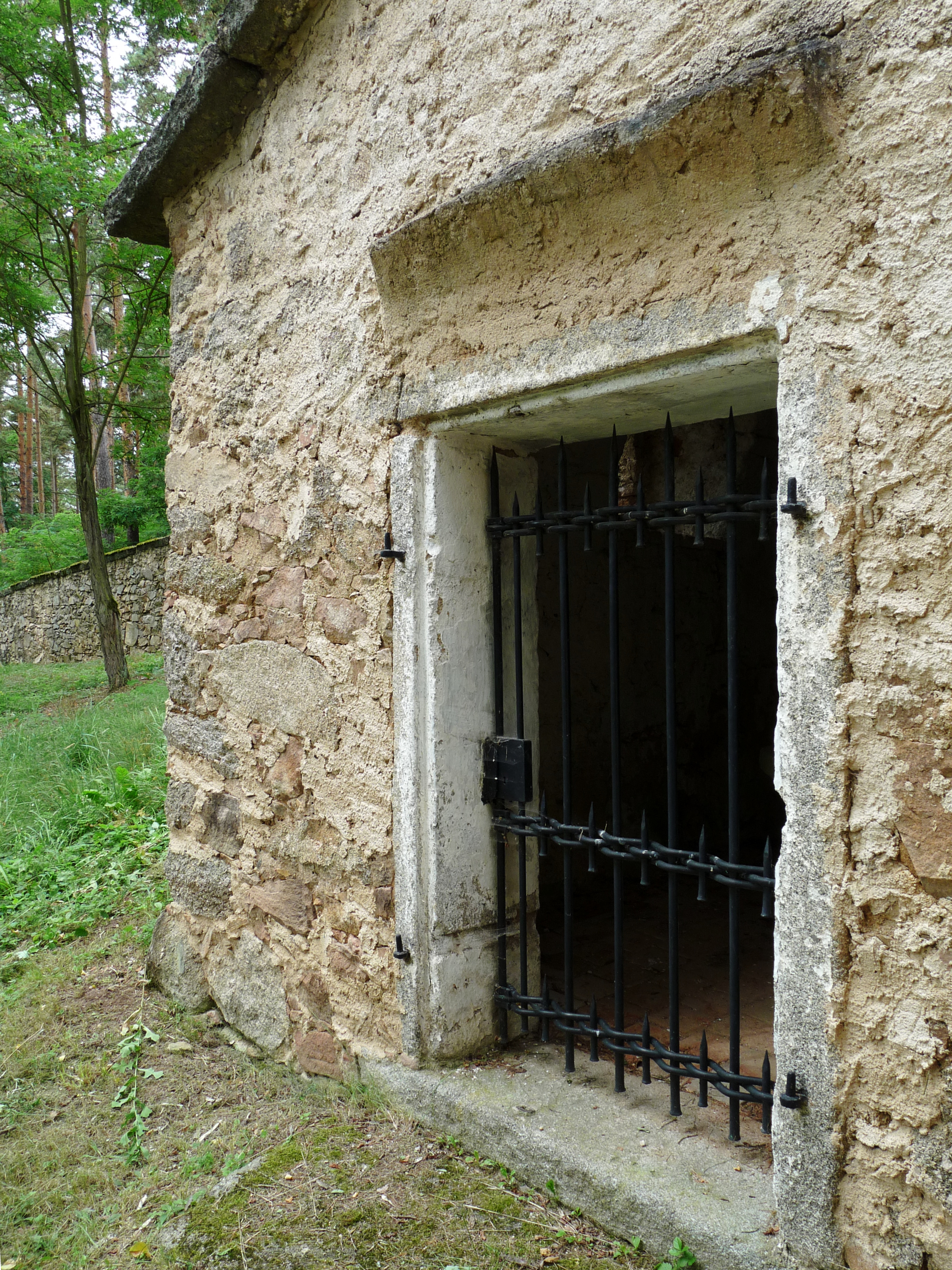
Márnice